# David Vála
David Vála (* 17. února 1978 Liberec) je bývalý český zápasník – klasik, účastník olympijských her v roce 2000, 2008 a 2012.

## Sportovní kariéra
Je rodákem z obce Hodkovice nad Mohelkou. Zápasení se věnoval od 7 let v nedalekém Liberci v klubu TJ Lokomotiva. Od 14 se při studiu na střední škole připravoval v sportovním středisku mládeže (SCM) při klubu Glaverbel v Teplicích. Od roku 1996 se připravoval v Praze ve vrcholovém sportovním středisku Olymp. Věnoval se oběma olympijským zápasnickým stylům, ale vrcholovou přípravu soustředil na zápas řecko-římský pod vedením Ervína Vargy. V české mužské reprezentaci se objevil poprvé v roce 1997 ve váze do 130 kg.
V roce 2000 bojoval na kvalifikačních turnajích o start na olympijských hrách v Sydney. Na květnovém mistrovství Evropy v Moskvě obsadil 5. místo a zajistil si poslední účastnické místo do Sydney před Němcem René Schiekelem. V Sydney byl nalosován do hratelné čtyřčlenné skupiny s Polákem Markem Sitnikem, Turkem Fatihem Bakirem a Ukrajincem v barvách Izraele Jurijem Jevsejčykem. Po úvodní výhře nad Polákem Sitnikem 4:0 na technické body však v dalších kolech prohrál na technické body s Jevsejčykem a Fatihem a nepostoupil do vyřazovacích bojů.
V roce 2004 se na březnovém kvalifikačním turnaji v Taškentu kvalifikoval na olympijské hry v Athénách. Byl však nalosován do tříčlenné skupiny s největším favoritem Osetem Chasanem Barojevem z Ruska, se kterým prohrál v úvodním kole skupiny 0:5 na technické body. V dalším kole porazil 3:0 na technické body Bělarusa Andreje Čechovského a celkovým druhým místem ve skupině nepostoupil do vyřazovacích bodů.
V roce 2007 startoval na zářiovém mistrovství světa v Baku v obou olympijských zápasnických stylech. Mistrovství světa bylo první fází olympijské kvalifikace, ve které prvních osm zápasníků v každé váhové kategorii získalo účastnickou kvótu na olympijských hrách v Pekingu. V klasickém stylu ho v úvodním kole poslal do oprav Chasanem Barojevem z Ruska. V opravách nakonec skončil jedno vítězství od získání kvalifikační kvóty, když v rozhodujícím zápase prohrál ve dvou setech s Francouzem Yannickem Szczepaniakem. Ve volném stylu prohrál ve druhém kole technickou převahou s Osetem Arturem Tajmazovem z Uzbekistánu, a protože Tajmazov překvapivě nepostoupil do finále, přišel o možnost bojovat v opravách. V olympijském roce 2008 nezvládl druhou ani třetí fázi olympijské kvalifikace a na olympijské hry v Pekingu se nekvalifikoval.
Od roku 2009 si prohodil s Markem Švecem váhové kategorie, což znamenalo, že už nemusel náročně nabírat svalovou hmoty. V supertěžké váze do 120 kg patřil pravidelně k nejlehčím. V roce 2012 se druhým místem na posledním kvalifikačním turnaji v Helsinkách kvalifikoval na olympijské hry v Londýně. V Londýně prohrál v úvodním kole těsně ve třech setech 1-2 s Kubáncem Yuniorem Estradou. Sportovní kariéru ukončil v roce 2014, ale s blížícím se olympijským rokem 2016 se vrátil k vrcholové přípravě. Na kvalifikačních turnajích pro start na olympijských hrách v Riu předvedl z českých reprezentantů nejlepší výkon, ale zůstal hluboko za kvalifikací na olympijské hry.

### Výsledky v zápasu řecko-římském
| Turnaj             | 1995 | 1996 | 1997 | 1998 | 1999 | 2000 | 2001 | 2002 | 2003 | 2004 | 2005 | 2006 | 2007 | 2008 | 2009 | 2010 | 2011 | 2012 | 2013 | 2014 | 2015 | 2016 |
| Turnaj             | 17   | 18   | 19   | 20   | 21   | 22   | 23   | 24   | 25   | 26   | 27   | 28   | 29   | 30   | 31   | 32   | 33   | 34   | 35   | 36   | 37   | 38   |
| Turnaj             | -130 | -130 | -130 | -130 | -130 | -130 | -130 | -120 | -120 | -120 | -120 | -120 | -120 | -120 | -96  | -96  | -96  | -96  | -96  |      |      | -98  |
| ------------------ | ---- | ---- | ---- | ---- | ---- | ---- | ---- | ---- | ---- | ---- | ---- | ---- | ---- | ---- | ---- | ---- | ---- | ---- | ---- | ---- | ---- | ---- |
| Olympijské hry     |      | —    |      |      |      | úč.  |      |      |      | úč.  |      |      |      | —    |      |      |      | úč.  |      |      |      | —    |
| Mistrovství světa  | —    |      | úč.  | —    | úč.  |      | úč.  | —    | úč.  |      | úč.  | 8.   | úč.  |      | úč.  | úč.  | úč.  |      | úč.  | —    | —    |      |
| Mistrovství Evropy | —    | —    | —    | —    | —    | 5.   | úč.  | úč.  | úč.  | —    | úč.  | úč.  | 2.   | 5.   | 8.   | 7.   | 5.   | úč.  | úč.  | —    | —    | úč.  |
| MS juniorů         | —    | 7.   | 5.   | 3.   |      |      |      |      |      |      |      |      |      |      |      |      |      |      |      |      |      |      |
| ME juniorů         | úč.  | 7.   | —    | 4.   |      |      |      |      |      |      |      |      |      |      |      |      |      |      |      |      |      |      |

### Olympijské hry a mistrovství světa
| Olympijské hry a mistrovství světa                 | Olympijské hry a mistrovství světa             | Olympijské hry a mistrovství světa             | Olympijské hry a mistrovství světa             | Olympijské hry a mistrovství světa             | Olympijské hry a mistrovství světa             | Olympijské hry a mistrovství světa             | Olympijské hry a mistrovství světa             | Olympijské hry a mistrovství světa             | Olympijské hry a mistrovství světa             | Olympijské hry a mistrovství světa             |
| Kolo                                               | Výsledek                                       | Bilance                                        | Soupeř                                         | Výsledek                                       | KB                                             | ∑KB                                            | Styl                                           | Datum                                          | Turnaj                                         | Místo                                          |
| 2012 Olympijské hry do 96 kg v klasickém stylu     | 2012 Olympijské hry do 96 kg v klasickém stylu | 2012 Olympijské hry do 96 kg v klasickém stylu | 2012 Olympijské hry do 96 kg v klasickém stylu | 2012 Olympijské hry do 96 kg v klasickém stylu | 2012 Olympijské hry do 96 kg v klasickém stylu | 2012 Olympijské hry do 96 kg v klasickém stylu | 2012 Olympijské hry do 96 kg v klasickém stylu | 2012 Olympijské hry do 96 kg v klasickém stylu | 2012 Olympijské hry do 96 kg v klasickém stylu | 2012 Olympijské hry do 96 kg v klasickém stylu |
| -------------------------------------------------- | ---------------------------------------------- | ---------------------------------------------- | ---------------------------------------------- | ---------------------------------------------- | ---------------------------------------------- | ---------------------------------------------- | ---------------------------------------------- | ---------------------------------------------- | ---------------------------------------------- | ---------------------------------------------- |
| 2. kolo                                            | prohra                                         | 10-18                                          | Yunior Estrada (CUB)                           | 1-2 (0:1, 1:0, 0:1)                            | 1                                              | 1                                              | Zápas řecko-římský                             | 7. srpen 2012                                  | Olympijské hry                                 | Londýn, Spojené království                     |
| 2011 Mistrovství světa do 96 kg v klasickém stylu  |                                                |                                                |                                                |                                                |                                                |                                                |                                                |                                                |                                                |                                                |
| 2. kolo                                            | prohra                                         | 10-17                                          | Artur Aleksanjan (ARM)                         | 0-2 (0:1, 0:2)                                 | 0                                              | 3                                              | Zápas řecko-římský                             | 12. září 2011                                  | Mistrovství světa                              | Istanbul, Turecko                              |
| 1. kolo                                            | vítězství                                      | 10-16                                          | Kakoma Bella-Lufu (RSA)                        | 2-1 (0:1, 1:0, 1:0)                            | 3                                              | 3                                              | Zápas řecko-římský                             | 12. září 2011                                  | Mistrovství světa                              | Istanbul, Turecko                              |
| 2010 Mistrovství světa do 96 kg v klasickém stylu  |                                                |                                                |                                                |                                                |                                                |                                                |                                                |                                                |                                                |                                                |
| 3. kolo                                            | prohra                                         | 9-16                                           | Kalojan Dinčev (BUL)                           | 0-2 (0:1, 1:2)                                 | 1                                              | 4                                              | Zápas řecko-římský                             | 6. září 2010                                   | Mistrovství světa                              | Moskva, Rusko                                  |
| 2. kolo                                            | vítězství                                      | 9-15                                           | Lukas Hörmann (AUT)                            | 2-1 (0:1, 1:0, 2:0)                            | 3                                              | 3                                              | Zápas řecko-římský                             | 6. září 2010                                   | Mistrovství světa                              | Moskva, Rusko                                  |
| 2009 Mistrovství světa do 96 kg v klasickém stylu  |                                                |                                                |                                                |                                                |                                                |                                                |                                                |                                                |                                                |                                                |
| 2. kolo                                            | prohra                                         | 8-15                                           | Aslanbek Chuštov (RUS)                         | 0-2 (0:1, 0:3)                                 | 0                                              | 0                                              | Zápas řecko-římský                             | 26. září 2009                                  | Mistrovství světa                              | Herning, Dánsko                                |
| 2007 Mistrovství světa do 120 kg ve volném stylu   |                                                |                                                |                                                |                                                |                                                |                                                |                                                |                                                |                                                |                                                |
| 2. kolo                                            | prohra                                         | 8-14                                           | Artur Tajmazov (UZB)                           | tech. přev. (1:26)                             | 0                                              | 3                                              | Zápas ve volném stylu                          | 21. září 2007                                  | Mistrovství světa                              | Baku, Ázerbájdžán                              |
| 1. kolo                                            | vítězství                                      | 8-13                                           | Gheorghe Susumcov (MDA)                        | 2-0 (1:0, 2:1)                                 | 3                                              | 3                                              | Zápas ve volném stylu                          | 21. září 2007                                  | Mistrovství světa                              | Baku, Ázerbájdžán                              |
| 2007 Mistrovství světa do 120 kg v klasickém stylu |                                                |                                                |                                                |                                                |                                                |                                                |                                                |                                                |                                                |                                                |
| opravy                                             | prohra                                         | 7-13                                           | Yannick Szczepaniak (FRA)                      | 0-2 (1:1*, 0:2)                                | 1                                              | 4                                              | Zápas řecko-římský                             | 19. září 2007                                  | Mistrovství světa                              | Baku, Ázerbájdžán                              |
| opravy                                             | vítězství                                      | 7-12                                           | Jalmar Sjöberg (SWE)                           | 2-0 (1*:1, 1*:1)                               | 3                                              | 3                                              | Zápas řecko-římský                             | 19. září 2007                                  | Mistrovství světa                              | Baku, Ázerbájdžán                              |
| 2. kolo                                            | prohra                                         | 6-12                                           | Chasan Barojev (RUS)                           | 0-2 (0:2, 0:3)                                 | 0                                              | 0                                              | Zápas řecko-římský                             | 19. září 2007                                  | Mistrovství světa                              | Baku, Ázerbájdžán                              |
| 2006 Mistrovství světa do 120 kg v klasickém stylu |                                                |                                                |                                                |                                                |                                                |                                                |                                                |                                                |                                                |                                                |
| čtvrtfinále                                        | prohra                                         | 6-11                                           | Jalmar Sjöberg (SWE)                           | 1-2 (2:1, 1:1*, 1:1*)                          | 1                                              | 4                                              | Zápas řecko-římský                             | 27. září 2006                                  | Mistrovství světa                              | Kanton, Čína                                   |
| 2. kolo                                            | vítězství                                      | 6-10                                           | Ari Taub (CAN)                                 | 2-0 (4:0, 5:0)                                 | 3                                              | 3                                              | Zápas řecko-římský                             | 27. září 2006                                  | Mistrovství světa                              | Kanton, Čína                                   |
| 2005 Mistrovství světa do 120 kg v klasickém stylu |                                                |                                                |                                                |                                                |                                                |                                                |                                                |                                                |                                                |                                                |
| 2. kolo                                            | prohra                                         | 5-10                                           | Konstantyn Stryžak (UKR)                       | 1-2 (3:1, 2:3, 1:7)                            | 3                                              | 8                                              | Zápas řecko-římský                             | 2. říjen 2005                                  | Mistrovství světa                              | Budapešť, Maďarsko                             |
| 1. kolo                                            | vítězství                                      | 5-9                                            | Sergio Primera (VEN)                           | pasivita (3:30)                                | 5                                              | 0                                              | Zápas řecko-římský                             | 2. říjen 2005                                  | Mistrovství světa                              | Budapešť, Maďarsko                             |
| 2004 Olympijské hry do 120 kg v klasickém stylu    |                                                |                                                |                                                |                                                |                                                |                                                |                                                |                                                |                                                |                                                |
| 3. skupina                                         | vítězství                                      | 4-9                                            | Andrej Čechovskij (BLR)                        | tech. body (3:0)                               | 3                                              | 3                                              | Zápas řecko-římský                             | 24.-25. srpen 2004                             | Olympijské hry                                 | Athény, Řecko                                  |
| 3. skupina                                         | prohra                                         | 3-9                                            | Chasan Barojev (RUS)                           | tech. body (0:5)                               | 0                                              | 0                                              | Zápas řecko-římský                             | 24.-25. srpen 2004                             | Olympijské hry                                 | Athény, Řecko                                  |
| 2003 Mistrovství světa do 120 kg v klasickém stylu |                                                |                                                |                                                |                                                |                                                |                                                |                                                |                                                |                                                |                                                |
| 11. skupina                                        | vítězství                                      | 3-8                                            | Giuseppe Giunta (ITA)                          | tech. body (4:0)                               | 3                                              | 4                                              | Zápas řecko-římský                             | 3.-5. říjen 2003                               | Mistrovství světa                              | Créteil, Francie                               |
| 11. skupina                                        | prohra                                         | 2-8                                            | Mihály Deák-Bárdos (HUN)                       | tech. body (2:4)                               | 1                                              | 1                                              | Zápas řecko-římský                             | 3.-5. říjen 2003                               | Mistrovství světa                              | Créteil, Francie                               |
| 2001 Mistrovství světa do 130 kg v klasickém stylu |                                                |                                                |                                                |                                                |                                                |                                                |                                                |                                                |                                                |                                                |
| 1. skupina                                         | prohra                                         | 2-7                                            | Mijaín López (CUB)                             | tech. body (0:4)                               | 0                                              | 4                                              | Zápas řecko-římský                             | 7.-9. prosince 2001                            | Mistrovství světa                              | Patra, Řecko                                   |
| 1. skupina                                         | vítězství                                      | 2-6                                            | Damir Oskejev (KAZ)                            | tech. přev. (2:32)                             | 4                                              | 4                                              | Zápas řecko-římský                             | 7.-9. prosince 2001                            | Mistrovství světa                              | Patra, Řecko                                   |
| 2000 Olympijské hry do 120 kg v klasickém stylu    |                                                |                                                |                                                |                                                |                                                |                                                |                                                |                                                |                                                |                                                |
| 6. skupina                                         | prohra                                         | 1-6                                            | Fatih Bakir (TUR)                              | tech. body (0:3)                               | 0                                              | 4                                              | Zápas řecko-římský                             | 24.-25. srpen 2000                             | Olympijské hry                                 | Sydney, Austrálie                              |
| 6. skupina                                         | prohra                                         | 1-5                                            | Jurij Jevsejčyk (ISR)                          | tech. body (1:5)                               | 1                                              | 4                                              | Zápas řecko-římský                             | 24.-25. srpen 2000                             | Olympijské hry                                 | Sydney, Austrálie                              |
| 6. skupina                                         | vítězství                                      | 1-4                                            | Marek Sitnik (POL)                             | tech. body (4:0)                               | 3                                              | 3                                              | Zápas řecko-římský                             | 24.-25. srpen 2000                             | Olympijské hry                                 | Sydney, Austrálie                              |
| 1999 Mistrovství světa do 130 kg v klasickém stylu |                                                |                                                |                                                |                                                |                                                |                                                |                                                |                                                |                                                |                                                |
| 1. skupina                                         | prohra                                         | 0-4                                            | Anastasios Sofianidis (GRE)                    | tech. body (0:1)                               | 0                                              | 0                                              | Zápas řecko-římský                             | 24.-26. září 1999                              | Mistrovství světa                              | Pireus, Řecko                                  |
| 1. skupina                                         | prohra                                         | 0-3                                            | Mohammad Gesmátí (IRI)                         | tech. body (0:3)                               | 0                                              | 0                                              | Zápas řecko-římský                             | 24.-26. září 1999                              | Mistrovství světa                              | Pireus, Řecko                                  |
| 1997 Mistrovství světa do 130 kg v klasickém stylu |                                                |                                                |                                                |                                                |                                                |                                                |                                                |                                                |                                                |                                                |
| opravy                                             | prohra                                         | 0-2                                            | Shermuhammad Qo‘ziyev (UZB)                    | tech. body (0:3)                               | 0                                              | 0                                              | Zápas řecko-římský                             | 11.-13. září 1997                              | Mistrovství světa                              | Vratislav, Polsko                              |
| 1. kolo                                            | prohra                                         | 0-1                                            | Rulon Gardner (USA)                            | pasivita (7:13)                                | 0                                              | 0                                              | Zápas řecko-římský                             | 11.-13. září 1997                              | Mistrovství světa                              | Vratislav, Polsko                              |